# 신시내티 미술관
신시내티 미술관(영어: Cincinnati Art Museum, 약칭: CAM)은 미국 오하이오주 신시내티의 이든 파크에 있는 미술관이다. 1881년에 설립된 이 미술관은 앨러게니산맥 서쪽에 위치한 최초의 미술관이며, 미국에서 가장 오래된 미술관 중 하나이다. 6,000년의 인류 역사에 걸친 67,000여 점의 작품을 소장하고 있어 미국 중서부에서 가장 포괄적인 컬렉션 중 하나이다.
미술관 창립자들은 신시내티에 위치한 공원들인 버넷 우즈(Burnet Woods), 이든 파크 또는 워싱턴 파크 중 어느 곳에 건립할지에 대해 논의했으며 신시내티 미술관을 건립하는데 주요 기부자였던 찰스 웨스트(Charles West)는 이든 파크에 건립하기를 원했다. 결국 미술관은 1886년 이든파크에 문을 열었으며 신시내티 건축가 James W. McLaughlin에 의해 로마네스크 부흥 양식으로 설계되었다.
2003년에는 신시내티 윙이 추가되어 1788년 이후 신시내티 또는 신시내티 예술가가 제작한 예술 작품을 영구 전시하는 대규모 증축 공사가 이루어졌다. 신시내티 윙에는 1,700 m2에 달하는 15개의 새로운 갤러리와 400개의 작품이 있다. 이탈리아의 조각가인 오도아르도 판타키오티(1811~1877)가 제작한 천사상은 이 컬렉션에서 가장 큰 두 작품 중 하나이다. 판타키오티는 1840년대 후반에 신시내티에 위치한 성 베드로 체인 대성당의 주요 제단을 위해 이 천사상을 제작했다. 이 조각품은 신시내티에 들어온 최초의 유럽 조각품 중 하나였다. 신시내티 윙에는 프랭크 두버넥, 룩우드 포터리 그룹, Robert S. Duncanson, 미첼 & 램멜스버그 가구의 작품과 루먼 왓슨(uman Watson)이 만든 큰 시계가 전시되어 있다.